# ロイヤルサルート (ウイスキー)
ロイヤルサルート（英語: Royal Salute）は、ペルノ・リカール傘下のシーバスブラザーズが製造するブレンデッド・スコッチ・ウイスキーの銘柄。1953年6月2日にエリザベス2世の戴冠を記念して発売された。

## 概要
ロイヤルサルートはシーバスブラザーズ社によって1953年6月2日に発売された。当初はイギリスのウィンザー朝第4代女王・エリザベス2世の戴冠式を記念した限定品として製造したが、人気が高かったためボトルデザインを多少変更して定番商品化し、2014年時点では世界100カ国以上に輸出されている。熟成年数21年以上のウイスキーとしては2017年時点でも販売数量首位であり、その中でも特に中国、台湾、韓国、ベトナムなどの東アジア市場で人気が高い。ロイヤルサルートの名はイギリス海軍が王室行事などの際に披露する礼砲に由来し、エリザベス2世の戴冠式で鳴らされた礼砲が21発であったことにちなんで21年以上熟成させたウイスキーのみがブレンドされている。

## 製品

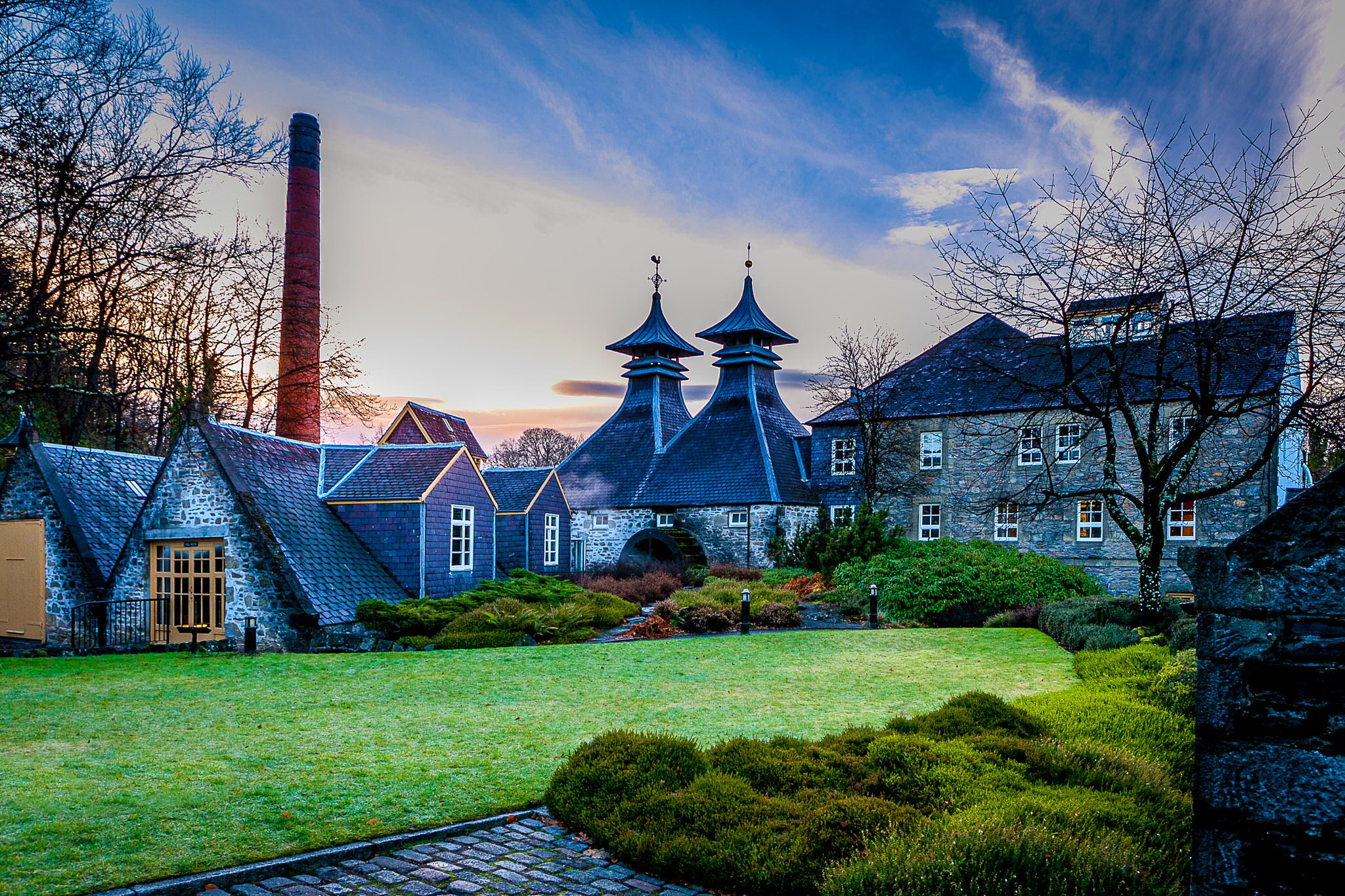
ストラスアイラ蒸留所

上述の通り礼砲の数に由来して21年以上熟成させたウイスキーのみがブレンドされている。本品の味わいの決め手となるキーモルトはストラスアイラであり、その他にもロングモーン、グレンリベット、アベラワーなどが使われている。
瓶は陶器製のフラゴンが使われていることが特徴で、女王の王冠にあしらわれた3種の宝石をイメージして青（サファイア）、緑（エメラルド）、赤（ルビー）の3色が展開されている。瓶はかつてはロイヤルドルトン社製のものだったが、のちにウェイド社製のものに切り替えられている。

## 評価
評論家の土屋守はロイヤルサルートについて「最高級スコッチの代名詞」「プレミアムスコッチの代表格」と評している。また、『ブレンデッドウィスキー大全』（2014年）でロイヤルサルート21年（40%）を次のようにテイスティングしている。
評論家のドミニク・ロスクロウは本品をシーバスリーガルの長期熟成品と比較して「ピリッとした刺激がわずかながら混じる。それと同時に、クリーミーなチョコレートの風味が、独特なアイデンティティを付与する」と述べている。バーテンダーの西川大五郎は本品の風味を「花のような芳香と、クリーミーな甘さが心地よい」と評している。